# Glamorous (Fernsehserie)
Glamorous ist eine US-amerikanische Fernsehserie. Sie wurde im Juni 2023 auf Netflix veröffentlicht. Im November 2023 wurde bekanntgegeben, dass keine zweite Staffel produziert wird.

## Rahmenhandlung
Marco, ein junger Make-Up-Verkäufer, wird von Madolyn, der Geschäftsführerin einer Beauty-Marke, als Assistent eingestellt. Zwischen den zahlreichen (fast ausschließlich queeren) Beschäftigten von Madolyns Firma entspinnen sich Freundschaften, Intrige und Liebe. Durch ein verwechseltes Uber lernt Marco einen sportlichen Mann kennen. Marco zeigt sich von Gendererwartungen nicht beeindruckt, muss aber in der anspruchsvollen Welt der kommerziellen Schönheit Fuß fassen. Die Serie verwendet parodistische Elemente, überzeichnet sowohl auf der Handlungsebene (Pride-Kampagnen, Singlebörsen) als auch auf einer Meta-Ebene (Darstellung von Nerds, Sport im Büro).

## Besetzung
Hauptrollen
| Figur       | Darsteller    | Episoden | Synchronisation       |
| ----------- | ------------- | -------- | --------------------- |
| Marco Mejia | Miss Benny    | 1–10     | Dirk Petrick          |
| Madolyn     | Kim Cattrall  | 1–10     | Katarina Tomaschewsky |
| Chad        | Zane Phillips | 1–10     | Amadeus Strobl        |
| Venetia     | Jade Payton   | 1-10     | Josephine Schmidt     |

## Rezeption
Das Onlinemagazin queer.de bewertet die Charakterisierung der Hauptrolle als gelungen und die Themen aktuell und relevant, lässt an Buch und Schauspiel jedoch wenig Positives.

## Sonstiges
Wenige Tage nach der Veröffentlichung der Serie gab Hauptdarstellerin Miss Benny bekannt, dass sie eine Transfrau sei. Diese Entwicklung sei bei der Besetzung der Rolle nicht bekannt gewesen. Sie hat mit den Serienverantwortlichen vereinbart, dass die Transition der Figur Marco mit der eigenen Transition einhergeht.